# II. Haakon norvég király
II. Haakon Sigurdsson vagy Szélesvállú Haakon (1147 – 1162. július 7.) norvég király 1157-től haláláig.
II. Sigurd törvénytelen fiaként született és nagybátyja, II. Eystein halála után a halott király hívei őt támogatták I. Ingével szemben, akit végül is 1161-ben sikerült legyőzniük és megölniük. 1162-ben azonban egy újabb trónkövetelő, Erling Skakke kerekedett felül a király seregén és a gyermek uralkodót is megölte.